# Joel N. Juan Qui
Joel Neftalí Juan Qui Vega (Culiacán, Sinaloa, 17 de octubre de 1965) es un intérprete de música académica contemporánea mexicano. Es docente del Departamento de Música de la Universidad de Guadalajara.

## Biografía
Pianista mexicano de ascendencia china, nació en Culiacán de Rosales, Sinaloa, México el 17 de octubre de 1965. Desde temprana edad mostró interés por el piano iniciando sus estudios con los maestros Margarita Sánchez de Corona y Tomás W. Esquer Continuó en DIFOCUR (Dirección de Fomento Cultural Regional) con el maestro Alejandro Madrid y viajó a la ciudad de Guadalajara, Jalisco donde terminó sus estudios en la Escuela de Música de la Universidad de Guadalajara con la maestra Leonor Montijo Beraud y el pedagogo alemán Friedemann Kessler. 

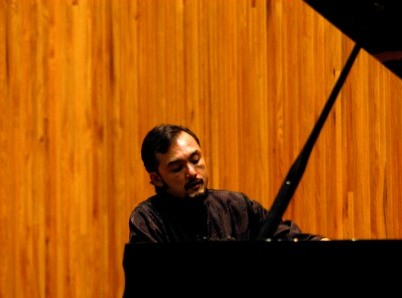
En el Paraninfo de la Universidad de Guadalajara

Obtuvo su grado de Licenciatura en Música Instrumentista con especialidad en piano en la Escuela de Música de la Universidad de Guanajuato con la maestra Lourdes Rusza, obteniendo la máxima distinción de dicha casa de estudios: Laureado. En 2005, se tituló de la Maestría en Ciencias de la Educación con especialidad en Pedagogía en el Instituto Superior de Investigación y Docencia para el Magisterio (ISIDM) Archivado el 25 de enero de 2008 en Wayback Machine.. .
Ha tomado clases magistrales con los siguientes maestros: Manuel Delaflor, María Teresa Rodríguez,(México), Édison Quintana (Perú), Reah Sadowsky (Canadá), Walter Blanckenheim (Alemania), Fritz Steinegger (EE. UU.) y Alla von Buch (Rusia).

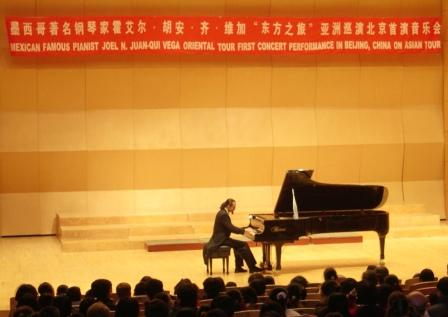
Pekín

Sus múltiples recitales en diferentes ciudades del país como solista y acompañante, le han permitido crear un vasto repertorio, que va desde el período barroco hasta el siglo XX, incluyendo la música clásica mexicana y china.
Cabe destacar su gira en el año de 1999 por la República Popular China, donde ofreció un recital de piano en la Embajada Mexicana en Pekín , en conmemoración del L aniversario de la institucionalización de dicha República. Así mismo, durante noviembre y diciembre del 2003, realizó una exitosa gira de conciertos y conferencias por las ciudades de Pekín, Tianjin, Qingdao y Shanghái, en un proyecto auspiciado por la Secretaría de Relaciones Exteriores , el Ministerio de Cultura Chino , la Universidad de Guadalajara y la empresa china Beiao, Sports and Cultural Events LTD.

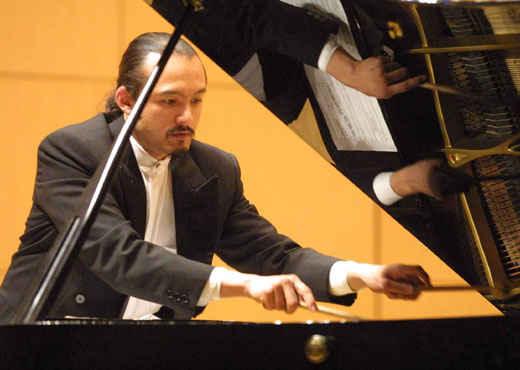
Pekín

En septiembre y octubre de 2005 realizó una exitosa gira por Santa Fe (Capital) y Buenos Aires, Argentina, patrocinado por convenio de intercambio académico entre la Universidad de Guadalajara y la Universidad Nacional del Litoral de Argentina. En marzo de 2006, realizó una gira por Alemania, para participar en el homenaje a la maestra Alla von Buch, donde incluyó repertorio contemporáneo jalisciense siendo ejecutado en la Kleiner Konzertsaal de Gasteig y la Sala Anton Rubinstein de la casa Steinway & Sons en Múnich; Hannover fue también escenario de su programa.
En noviembre de 2005, presentó su primera producción discográfica intitulada “DE PROFUNDIS”, que contiene el primer volumen de la obra para piano solo del compositor jalisciense Hermilio Hernández López ayudado por una beca obtenida del FECA Jalisco. 
Ha recibido algunas distinciones como: Nombramiento de Maestro Honorario por parte del Instituto Hai Yun de música, en la ciudad de Qingdao, República Popular de China en el año 2003. Presea al mérito académico “Enrique Díaz de León” 2004, en Arte, otorgada por el Sindicato de Trabajadores Académicos de la Universidad de Guadalajara . Galardón “Sinaloenses Ejemplares en el Mundo”  por parte del gobierno del Estado de Sinaloa en marzo de 2007.
En mayo de 2006, participó en la 9.ª edición del Festival Cultural de Mayo en Guadalajara, Jalisco, con un importante programa basado en obras del compositor antes citado. 

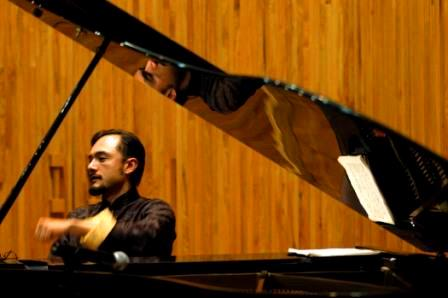
Interpretando a Hermilio Hernández.

Ha sido solista en diferentes ocasiones con la Orquesta Filarmónica de Jalisco , bajo las batutas de los maestros José Gpe. Flores y Francisco Orozco, así como con la Orquesta Sinfónica Sinaloa de las Artes, dirigida por el Maestro Gordon Campbell. Ha publicado recientemente dos ensayos sobre aspectos de la enseñanza pianística de Guadalajara, Jalisco. Pertenece también al cuerpo docente del Departamento de Música de la Universidad de Guadalajara y del Instituto Superior de Investigación y Docencia para el Magisterio.

## Estrenos relevantes
En 2018 el compositor Gabriel Pareyón compuso para él el tríptico ATL: tres estudios físicos sobre el estado líquido del agua, que estrenó ese mismo año en el contexto del Tribunal Latinoamericano del Agua celebrado en el Centro Cultural Universitario de Guadalajara. En ese mismo concierto, Juan Qui también interpretó el estreno mundial de la fantasía Oceánica, de Benigno de la Torre, obra firmada el 5 de mayo de 1911, y que nunca se estrenó en el siglo XX, siendo la primera creación de un compositor latinoamericano en un lenguage musical impresionista. Ambas obras quedaron grabadas para su difusión.